# Eremobates legalis
Eremobates legalis är en spindeldjursart som beskrevs av Harvey 2002. Eremobates legalis ingår i släktet Eremobates och familjen Eremobatidae. Inga underarter finns listade i Catalogue of Life.